# Blå lansmossa
Blå lansmossa (Didymodon glaucus) är en bladmossart som beskrevs av Elling Ryan. Blå lansmossa ingår i släktet lansmossor, och familjen Pottiaceae. Enligt den svenska rödlistan är arten akut hotad i Sverige. Arten förekommer i Götaland. Artens livsmiljö är skogslandskap.